# Catulli Carmina

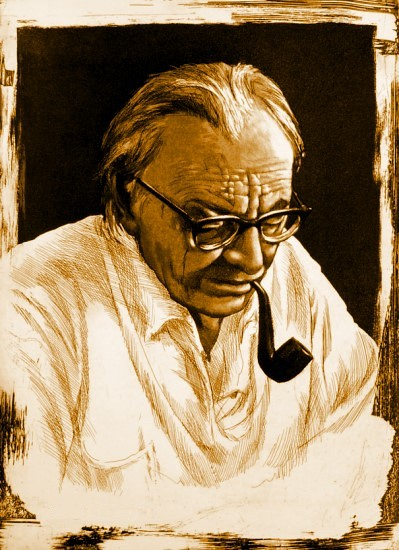

Catulli Carmina är en scenkantat (Ludi scenici) i tre delar av Carl Orff med dikter av Catullus, sammanställda av tonsättaren. Verket är en del av Orffs musikaliska triptyk Trionfi som också består av Carmina Burana och Trionfo di Afrodite.

## Om verket
Orffs tidigare scenkantat, Carmina Burana, karakteriserades av strofisk form utan vidareutveckling, plastisk periodicitet, motorik och en melodik uppbyggd på korta fraser. Betydligt mer expressivt och subtilt sinnligt gestaltade Orff Catulli Carmina, som präglas av ett extatiskt tonspråk och ett omfattande slagverk med överraskande effekter. Verket uruppfördes 6 november 1943 på Städtische Bühnen i Leipzig.

### Del 1
- Odi et amo (poem 85)
- Vivamus, mea Lesbia, atque amemus (poem 5)
- Ille mi par esse deo videtur (poem 51)
- Caeli! Lesbia nostra, Lesbia illa (poem 58)
- Nulli se dicit mulier mea nubere malle quam mihi (poem 70)

### Del 2
- Jucundum mea vita (poem 109)
- Desine de quoquam quicquam bene velle mereri (poem 73)

### Del 3
- Odi et amo (poem 85)
- Amabo mea dulcis Ipsitilla (poem 32)
- Ameana, puella defututa (poem 41)
- Miser Catulle, desine ineptire (poem 8)
- Nulla potest mulier tantum se dicere amatam (poem 87)
- Nunc est mens diducta tua mea, Lesbia, culpa (poem 75)

## Personer
- Catullus
- Lesbia (Catullus väninna)
- Caelius (Catullus vän)
- Ipsitilla och Ameana
- Älskare och älskarinnor (dansroller)
- Ungdomar, åldringar (kör)

## Handling
De ungas tal om evig kärlek möts av hån från de gamla, vilkas motto är: Allt är bara ett spel, inget på jorden är evigt. Kampen mellan de motsatta åsikterna förblir oavgjord. Det egentliga spelet skall bringa klarhet i frågan. Lesbia möter Catullus, som somnar in i Lesbias sköte. Men hon lämnar honom snart för att på krogen lyckliggöra sina älskar med sin dans. För att vara säker på att träffa Lesbia, lägger sig Catullus att sova på gatan utanför hennes bostad. Han drömmer om Lesbias kärlek till Caelius och vaknar upp.
Catullus, som fortfarande är förälskar i Lesbia, skriver ett kärleksbrev till Ipsitilla, men stöter bort sin gamla älskarinna Ameana. Han får äntligen se Lesbia bland hennes älskare och väninnor. Men nu visar Catullus bryskt bort Lesbia, som kränkt flyr bort från honom. 
Kampen mellan de livsglada ungdomarna och de erfarna äldre avgörs till de ungas fördel. De lär sig aldrig av sina föregångares misstag utan följer sin lidelse: Eis aiona, "Evigt, evigt din!"

### Fotnoter
1. ↑  Två grekiska ord i den för övrigt helt latinska texten.